# Goldwespen

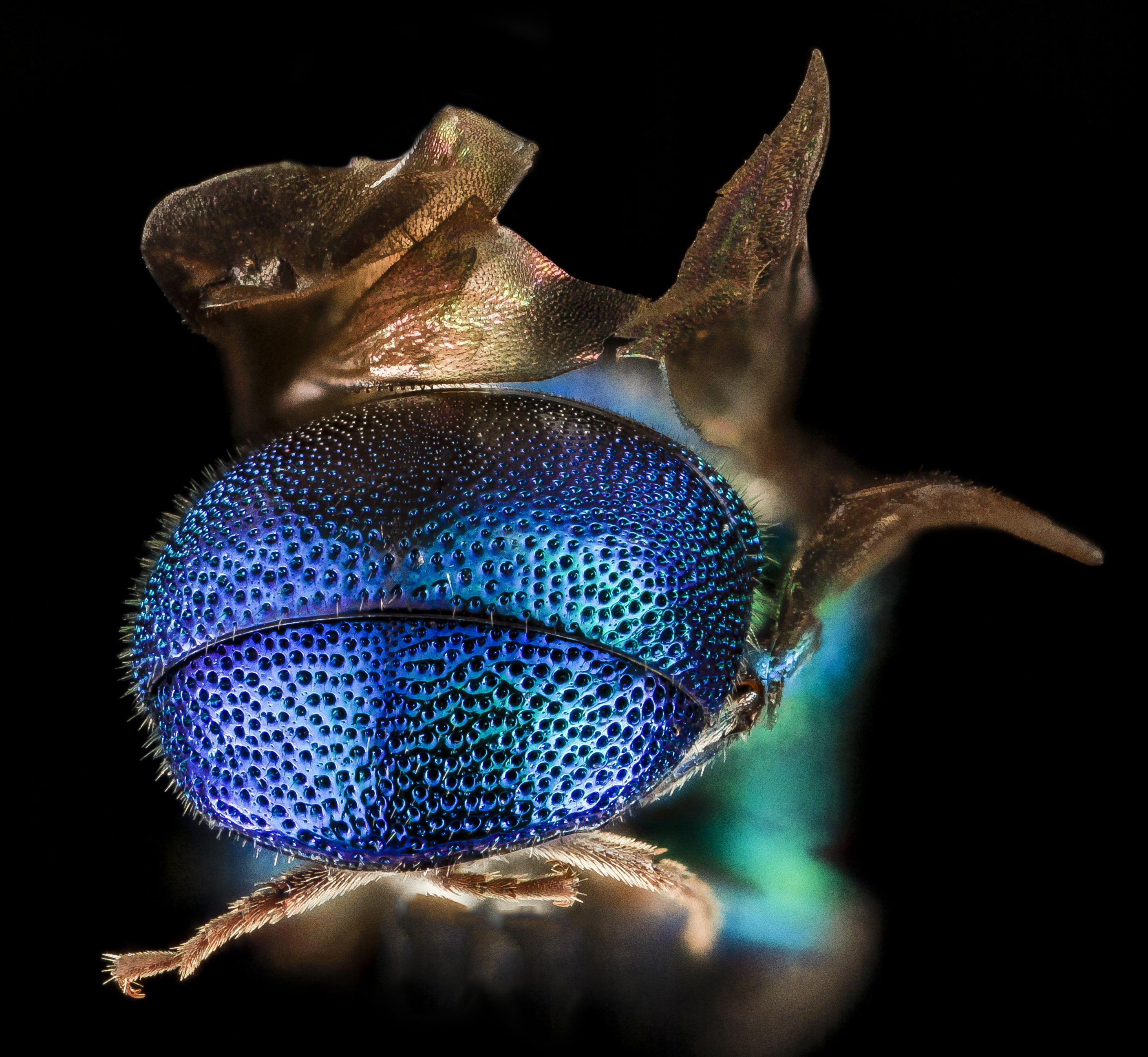
Der Hinterleib von Hedychrum parvum besteht aus drei sichtbaren Segmenten. (Auf dieser Makroaufnahme sind nur die beiden letzten Glieder gut sichtbar).

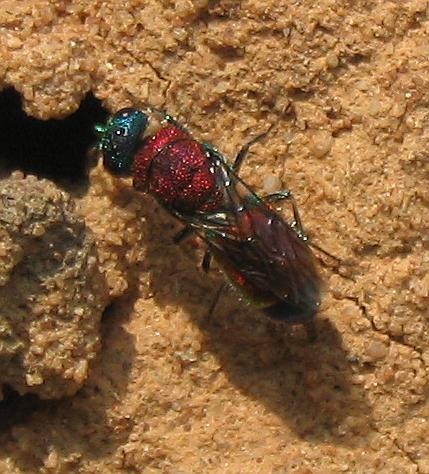
Bunte Goldwespe (Chrysis viridula)

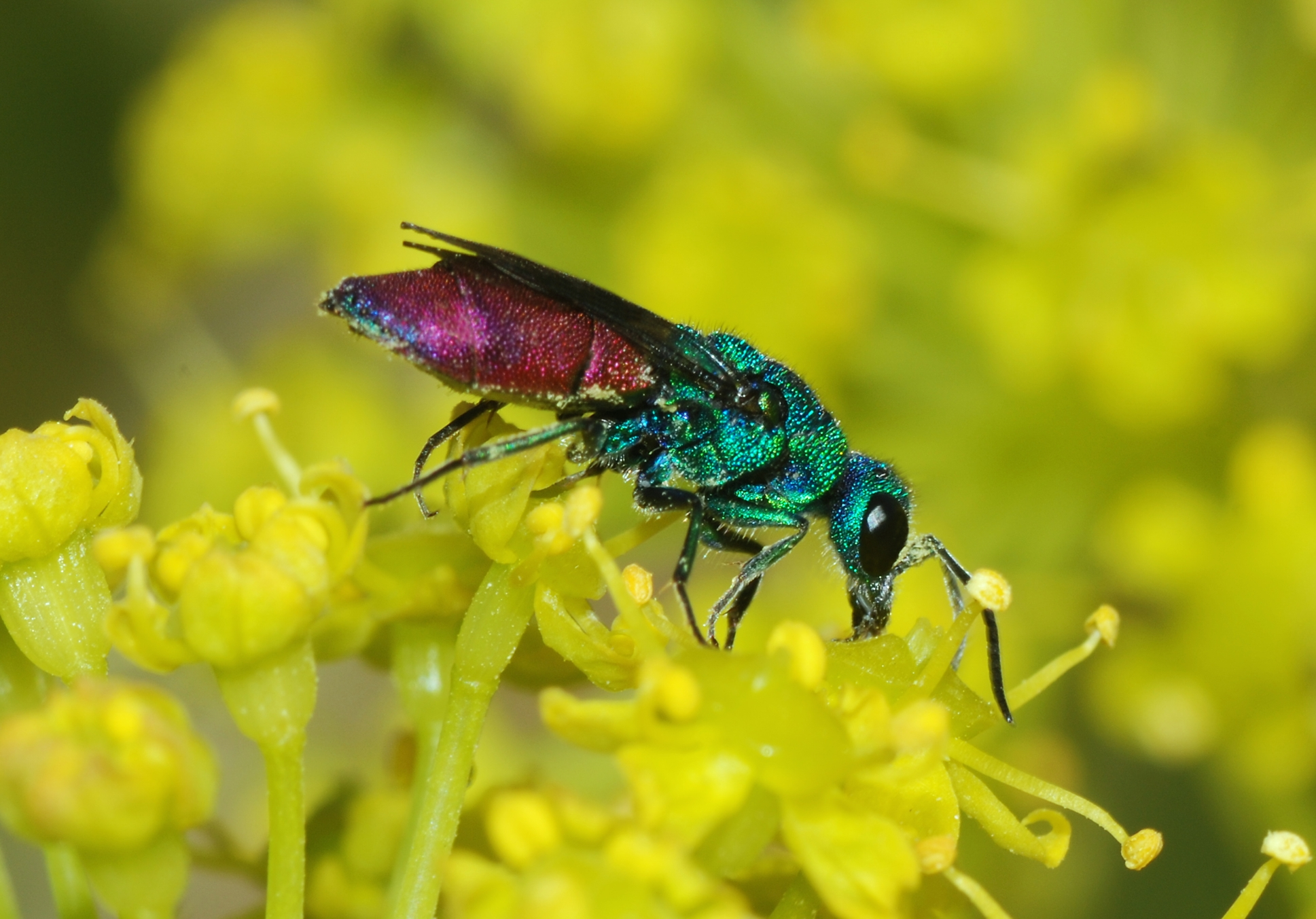
Chrysura refulgens

Die Goldwespen (Chrysididae) bilden zusammen mit den Plattwespen (Bethylidae), Zikadenwespen (Dryinidae) und den Familien Sclerogibbidae, Embolemidae, Plumariidae und Scolebythidae die Überfamilie Chrysidoidea innerhalb der Stechimmen (Aculeata). Weltweit kennt man über 4000 Arten, in Mitteleuropa sind die Goldwespen mit etwa 120 Arten vertreten.

## Merkmale
Mit ihrer auffallenden, lebhaft metallisch-glänzenden (irisierenden) Färbung gehören die Goldwespen zu den auffälligeren Vertretern der Hautflügler, auch wenn die europäischen Arten kaum zehn Millimeter an Körpergröße erreichen. Viele Arten sind sogar kleiner als fünf Millimeter.
Die Goldwespen unterscheiden sich von anderen Wespen durch die Reduktion der Anzahl der sichtbaren Glieder des Hinterleibs auf 5 oder weniger. Die restlichen Segmente sind teleskopartig ineinander geschoben und bilden bei den Weibchen eine Legeröhre, bei den Männchen eine Genitalröhre, die meist in den Hinterleib eingezogen werden und nicht sichtbar sind. Der Giftstachel ist verkümmert.
Die Fühlergeißel ist elfgliedrig, sie sitzt auf einem Pedicellus, der mit dem Basalglied (Scapus) verbunden ist. Die Labialpalpen sind dreigliedrig, die Maxillarpalpen bestehen aus 5 Gliedern.
Auf den Hinterflügeln befinden sich keine geschlossenen Zellen.

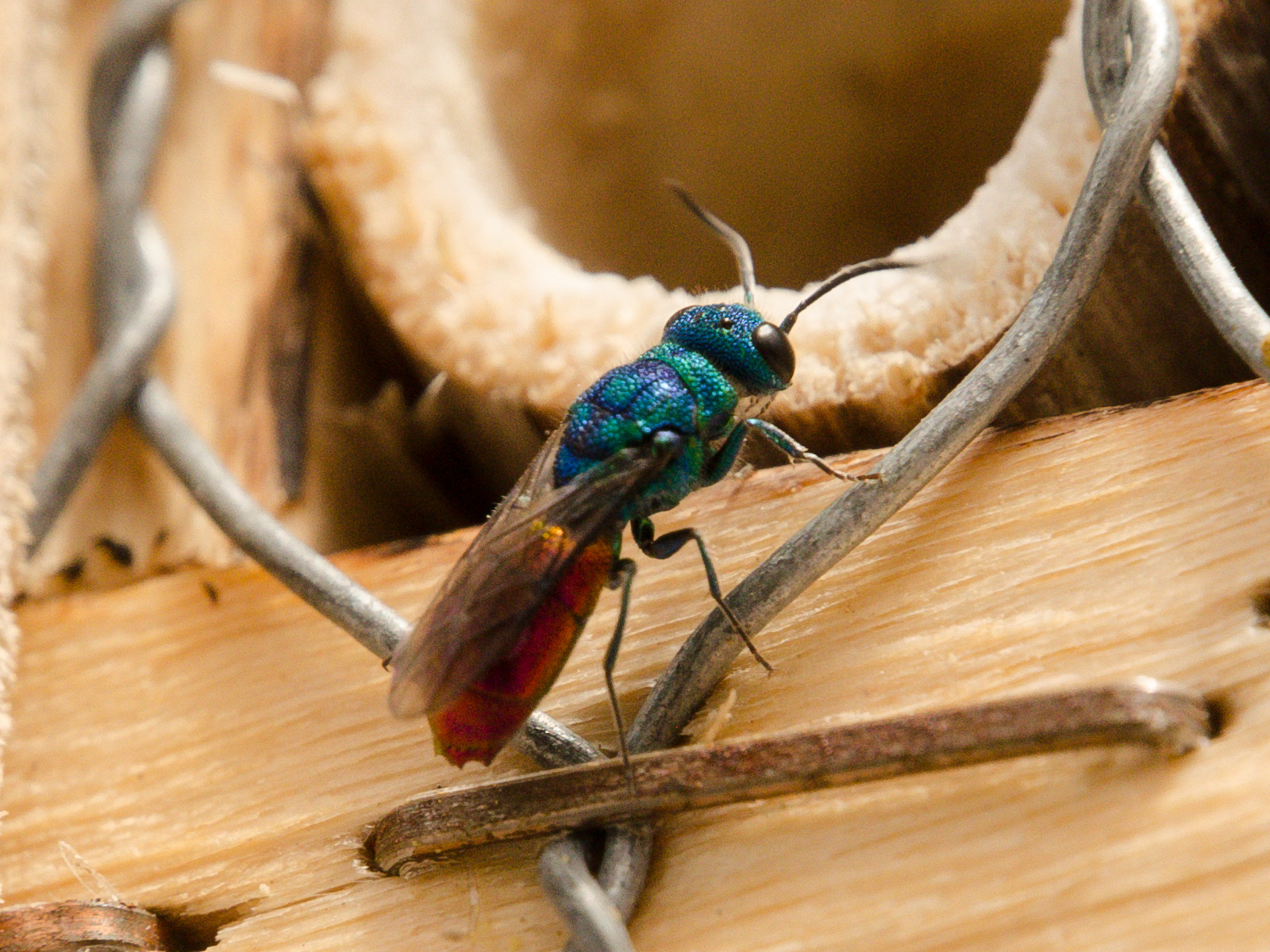
Goldwespe an Insektenhotel

## Lebensweise
Alle Goldwespen haben eine parasitische Lebensweise, allerdings in unterschiedlicher Ausprägung: Es gibt Brutschmarotzer, ähnlich wie die Kuckucksbienen, bei denen die Larve die Wirtslarve tötet und sich dann vom Futtervorrat ernährt, und Parasitoide, die die Altlarven oder Puppen der Wirtsarten befallen. Als Wirtsarten kommen zahlreiche Stechimmen aus den Gruppen der solitären Faltenwespen, Grabwespen oder Bienen in Frage.

## Systematik
Die Familie der Goldwespen umfasst insgesamt 83 Gattungen. Diese werden in 5 Unterfamilien zusammengefasst, wenn man die Unterfamilie Parnopinae, die früher auch als Tribus Parnopini innerhalb der Unterfamilie Chrysidinae geführt wurde, hinzu rechnet. Bei den Amiseginae, Cleptinae und Loboscelidiinae haben die Männchen 5 sichtbare Abdominalsegmente, die Weibchen 4. Die Männchen der Parnopinae haben 4, die Weibchen 3. Bei der Tribus Allocoeliini der Unterfamilie Chrysidinae sind bei beiden Geschlechtern nur 2 Tergite und 3 Sternite sichtbar. Die anderen Triben dieser Unterfamilie haben je 3 Abdominalsegmente bei beiden Geschlechtern.
Stand: 22. September 2014
- Unterfamilie Cleptinae
  - Gattung Cleptes (europäisch)
  - Gattung Cleptidea
- Unterfamilie Amiseginae

- - Gattung Adelphe
  - Gattung Afrosega
  - Gattung Alieniscus
  - Gattung Amisega
  - Gattung Anachrysis
  - Gattung Anadelphe
  - Gattung Atoposega
  - Gattung Baeosega
  - Gattung Bupon
  - Gattung Cladobethylus
  - Gattung Colocar
  - Gattung Duckeia
  - Gattung Exopapua
  - Gattung Exova
  - Gattung Imasega
  - Gattung Indothrix
  - Gattung Isegama
  - Gattung Kimseya
  - Gattung Kryptosega
  - Gattung Leptosega
  - Gattung Magdalium
  - Gattung Mahinda
  - Gattung Microsega
  - Gattung Myrmecomimesis
  - Gattung Nesogyne
  - Gattung Nipponosega
  - Gattung Obenbergerella
  - Gattung Perissosega
  - Gattung Reidia
  - Gattung Rohweria
  - Gattung Saltasega
  - Gattung Serendibula

- Unterfamilie Loboscelidiinae
  - Gattung Loboscelidia
  - Gattung Rhadinoscelidia
- Unterfamilie Chrysidinae
  - Tribus Allocoeliini
    - Gattung Allocoelia

  - Tribus Elampini

- -     - Gattung Adelopyga
    - Gattung Diplorrhos
    - Gattung Elampus (europäisch)
    - Gattung Exallopyga
    - Gattung Haba
    - Gattung Hedychreides
    - Gattung Hedychridium (europäisch)
    - Gattung Hedychrum (europäisch)
    - Gattung Holophris
    - Gattung Holopyga (europäisch)
    - Gattung Microchridium
    - Gattung Minymischa
    - Gattung Muesebeckidium
    - Gattung Omalus (europäisch)
    - Gattung Parachrum
    - Gattung Prochridium
    - Gattung Pseudolopyga
    - Gattung Pseudomalus (europäisch)
    - Gattung Xerochrum

- - Tribus Chrysidini

- -     - Gattung Allochrysis
    - Gattung Argochrysis
    - Gattung Caenochrysis
    - Gattung Ceratochrysis
    - Gattung Chrysis (europäisch)
    - Gattung Chrysura (europäisch)
    - Gattung Chrysurissa
    - Gattung Euchroeus (europäisch)
    - Gattung Exochrysis
    - Gattung Gaullea
    - Gattung Ipsiura
    - Gattung Neochrysis
    - Gattung Odontochrydium
    - Gattung Pentachrysis (europäisch)
    - Gattung Pleurochrysis
    - Gattung Praestochrysis (europäisch)
    - Gattung Primeuchroeus
    - Gattung Pseudospinolia (europäisch)
    - Gattung Spinolia (europäisch)
    - Gattung Spintharina (europäisch)
    - Gattung Spintharosoma
    - Gattung Stilbichrysis
    - Gattung Stilbum (europäisch)
    - Gattung Trichrysis (europäisch)

- Unterfamilie Parnopinae
  - Gattung Cephaloparnops
  - Gattung Isadelphia
  - Gattung Parnopes (europäisch)

## Arten (Auswahl)
- Chrysis bicolor
- Blaugrünrote Goldwespe (Chrysis fulgida)
- Gemeine Goldwespe oder Feuer-Goldwespe (Chrysis ignita)
- Chrysis inaequalis (Dahlbom, 1845)
- Schneckenhaus-Goldwespe (Chrysis trimaculata)
- Bunte Goldwespe (Chrysis viridula)
- Kupfer-Goldwespe (Chrysura cuprea)
- Cleptes nitidulus (Fabricius, 1793)
- Hedychridium ardens (Coquebert, 1801)
- Sand-Goldwespe (Hedychrum nobile)
- Rosa Goldwespe (Hedychridium roseum)
- Pseudomalus auratus (Linnaeus, 1758)
- Blaue Goldwespe (Trichrysis cyanea)